# Wladimir Alexejewitsch Fjodorow
Wladimir Alexejewitsch Fjodorow (russisch Владимир Алексеевич Фёдоров; * 12. April 1926 in Moskau; † 27. September 1992 ebenda) war ein sowjetisch-russischer Bildhauer und Hochschullehrer.

## Leben
Schon in seiner Jugend fertigte Fjodorow im Kunstatelier des Moskauer Pionier-Palasts Zeichnungen und Skulpturen an. Er studierte an dem aus der von Sergei Stroganow gegründeten Zeichenschule entstandenen Moskauer Institut für Angewandte und Dekorative Kunst in der Fakultät für Monumental-Skulptur mit Abschluss 1951 bei Jekaterina Belaschowa. Fjodorows Lehrer waren Wladimir Faworski, B. N. Lange, Alexander Deineka, Wassili Watagin und Andrei Gontscharow gewesen.
Anschließend wurde Fjodorow für die Aspirantur am Leningrader Repin-Institut für Malerei, Bildhauerei und Architektur (bis 1918 Kaiserliche Akademie der Künste) empfohlen. Stattdessen begann er im Aeroprojekt als Künstler-Bildhauer praktisch zu arbeiten. Er beteiligte sich an der dekorativ-skulpturellen Ausstattung von Gebäuden in Moskau und anderen Städten und an der Ausgestaltung von Stationen der Metro Moskau. Insbesondere schuf er Basreliefs für den zentralen Saal der Station Krasnopresnenskaja.
Fjodorow wurde 1952 Mitglied der Union der Künstler der UdSSR. Viele Jahre lang war Fjodorow Mitglied der Kunst-Räte der Kulturministerien der UdSSR und der RSFSR und vieler Bildhauerei-Kombinate. Er nahm an praktisch allen Ausstellungen und Ausschreibungswettbewerben in der RSFSR und UdSSR teil.
Fjodorow lehrte einige Jahre lang am Moskauer Architektur-Institut (MArchI). Er war Mitglied des Moskauer Zentralen Hauses der Kunstarbeiter zur Förderung der Kultur.
Fjodorow schuf mehr als 20 Denkmäler. Sein erster großer Erfolg war die mit Oleg Antonowitsch Ikonnikow angefertigte Skulptur für das Kosmodemjanskaja-Denkmal, das am Tag der Eröffnung der VI. Weltfestspiele der Jugend und Studenten 1957 in Moskau eingeweiht wurde.
Mit den Bildhauern A. G. Postol, W. Glebow, N. Ljubimowitsch, den Architekten J. Kriwuschtschenko, A. Kaminski, I. Stepanow und dem Ingenieur S. P. Chadschibaronow schuf Fjodorow das Denkmal für die Helden der Schlacht um Moskau auf der Peremilowskaja-Höhe nahe einer Brücke am östlichen Ufer des Moskaukanals gegenüber der Stadt Jachroma, das 1966 eingeweiht wurde. In  ähnlicher Weise schuf er das Denkmal der 28 Panfilowzy in Dubossekowo im Wolokolamski rajon, das 1975 zum dreißigsten Jahrestag des Sieges im Deutsch-Sowjetischen Krieg eingeweiht wurde.
Fjodorow starb am 27. September 1992 in Moskau und wurde auf dem Donskoi-Friedhof begraben.

## Ehrungen, Preise
- Preis des Moskauer Komsomol (1978)[1]
- Verdienter Künstler der RSFSR (1980)[1]

## Werke (Auswahl)

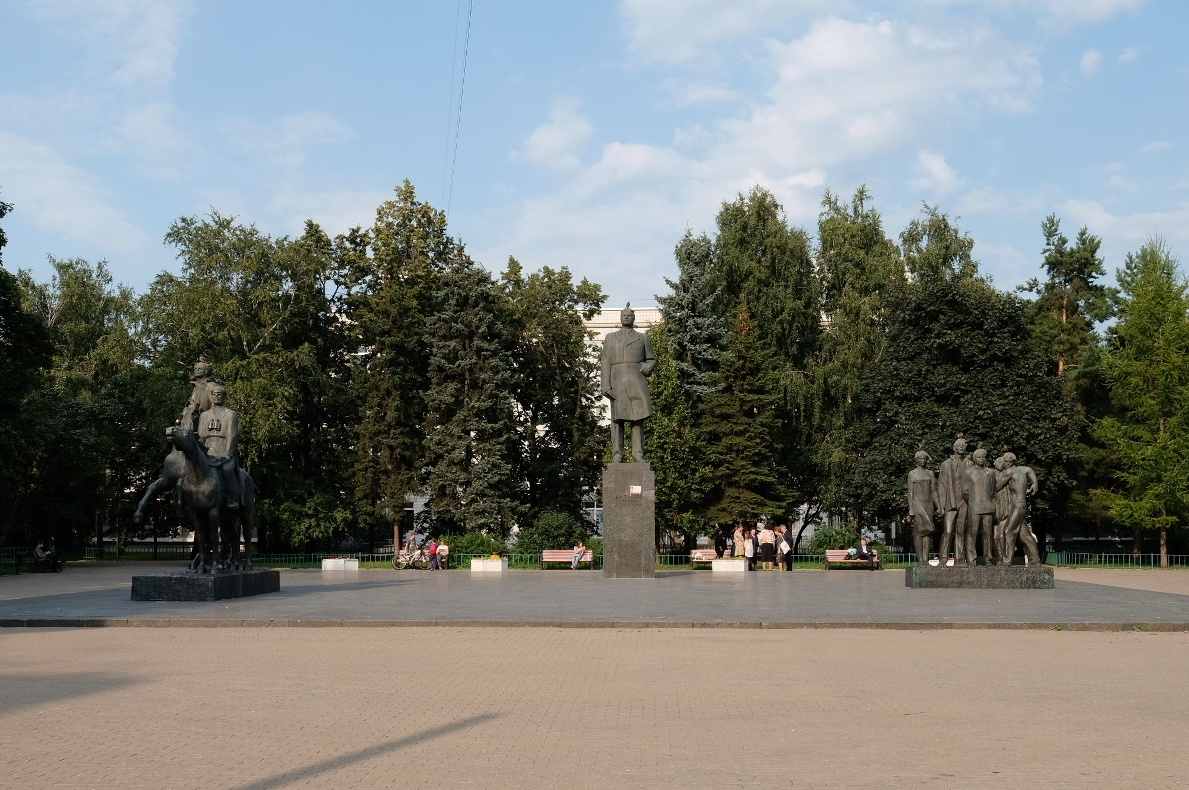
Fadejew-Denkmal (1973), Miusskaja-Platz, Moskau
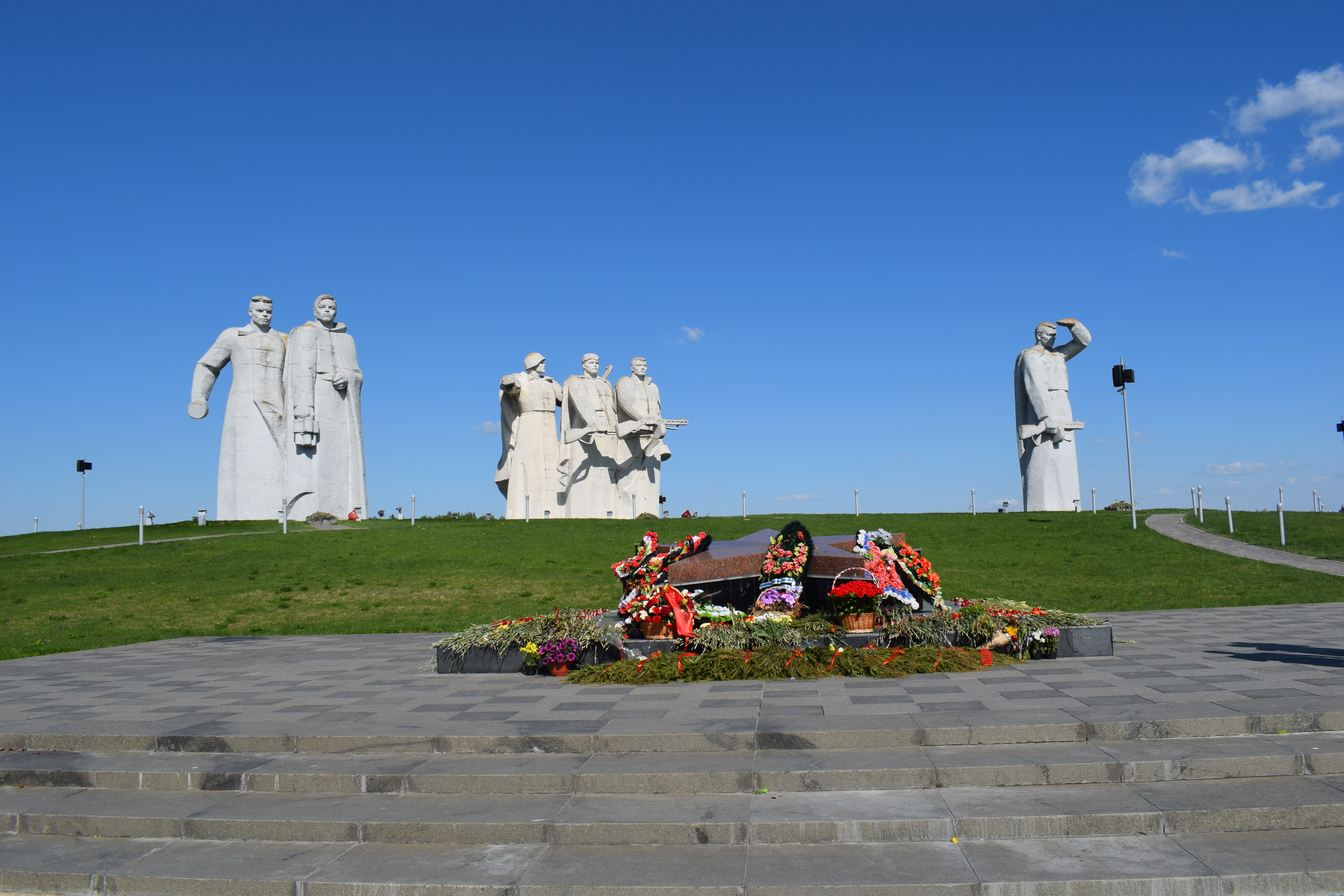
Denkmal der 28 Panfilowzy (1975),  Dubossekowo, Wolokolamski rajon
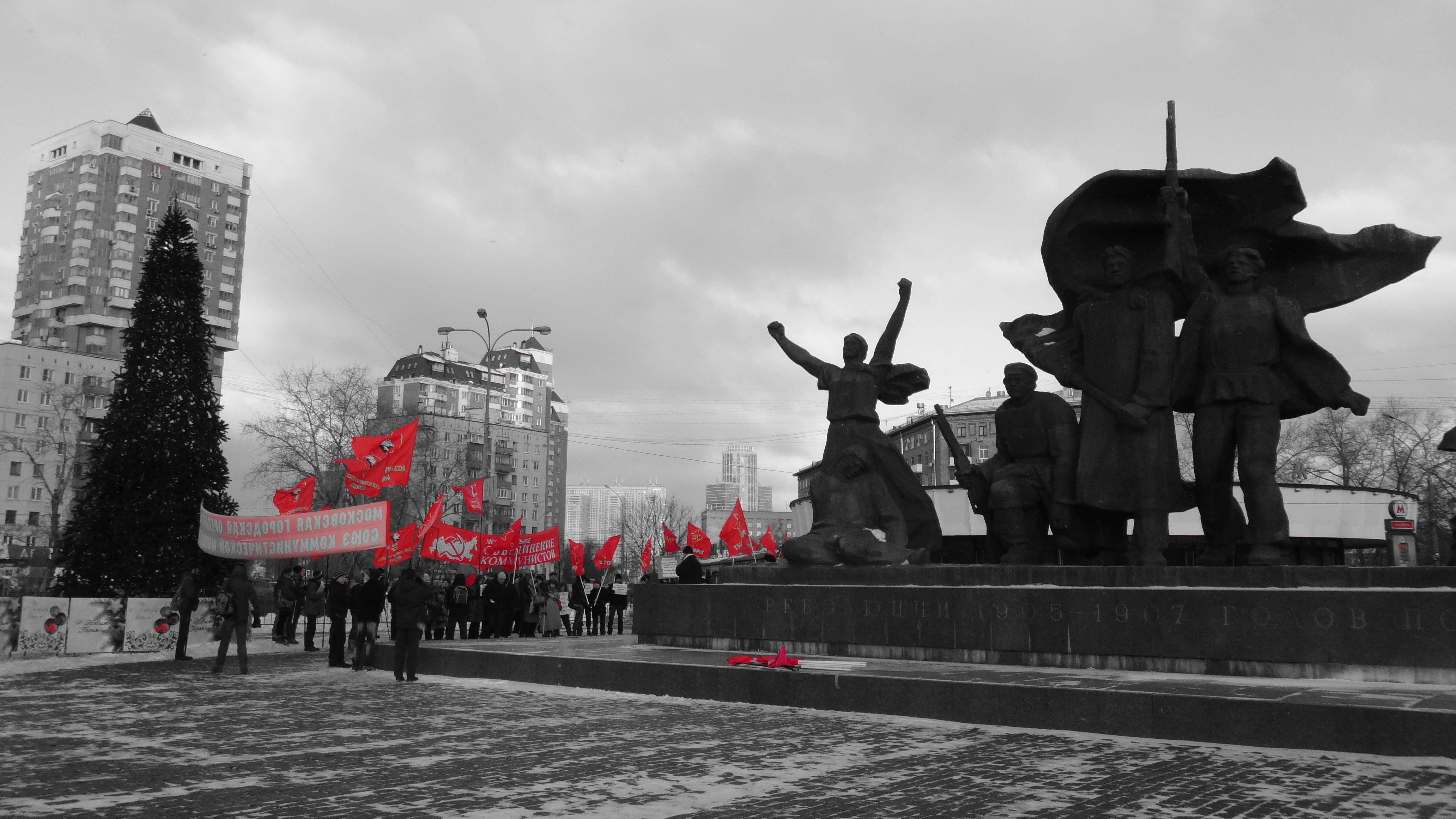
Denkmal der Revolution 1905 (1981) an der Metro-Station Uliza 1905 goda, Moskau
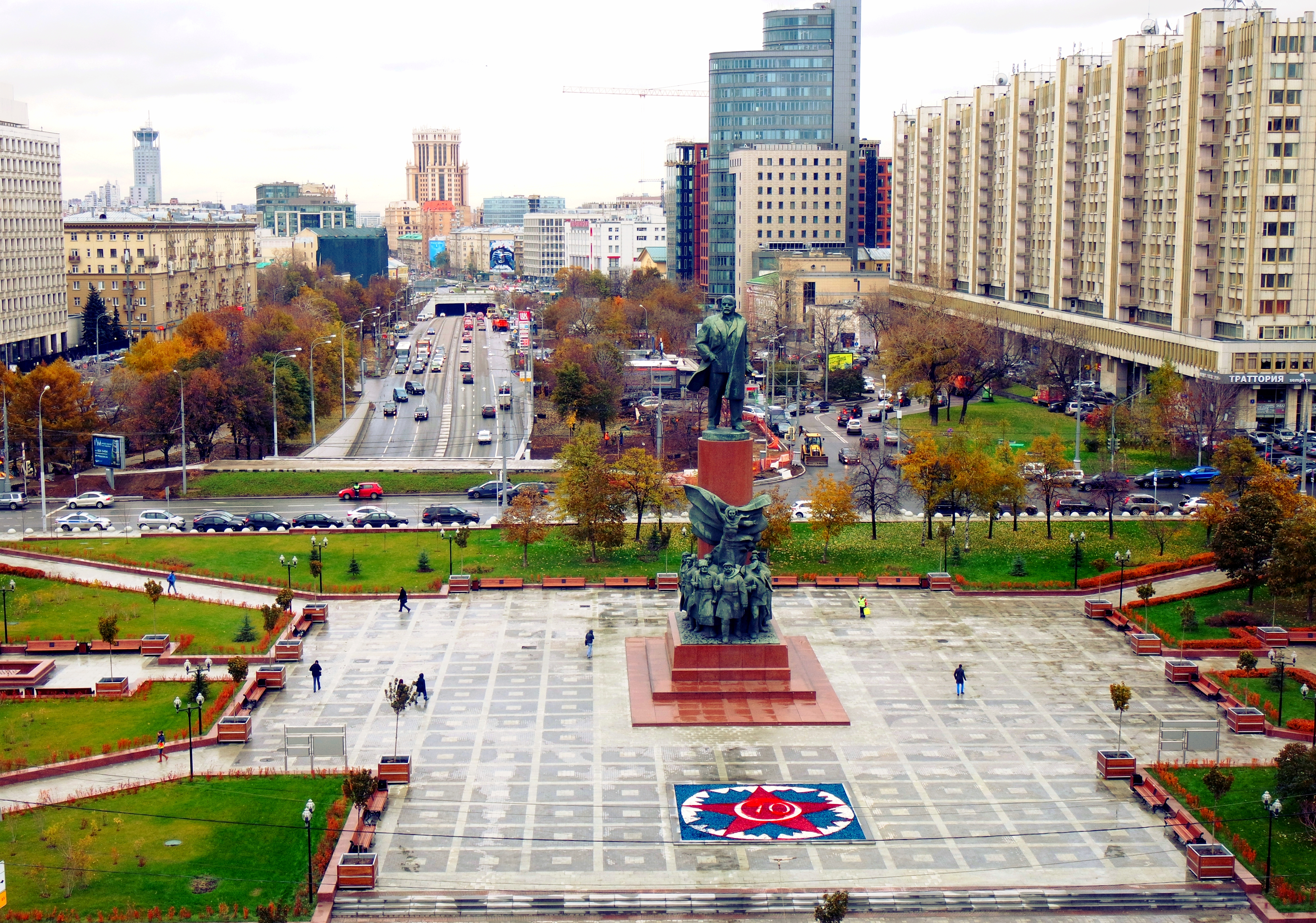
Lenin-Denkmal (1985 mit L. J. Kerbel, G. W. Makarewitsch), Kaluga-Platz, Moskau